# 장우영 (성우)
장우영(1972년 10월 2일 ~ )은 한국의 여자 성우다. 1994년 KBS에 입사했으며 현재는 KBS 24기다. 한국방송 성우극회 소속이다.

## 주요 출연작품

### 애니메이션
- 골프천재 탄도 (챔프) - 이소랑
- 내 사랑 미운 오리새끼 (KBS) - 수프
- 도라에몽 (챔프) - 비실이 엄마 (1~7기)
- 돌아온 형사 가제트 (챔프) - 도리스
- 라제폰 (챔프) - 엘피 / 미와
- 만능 비리몽 (재능TV) - 가리몽
- 시끌벅적 하우이와 벌거숭이들 (애니맥스) - 슬로스
- 우당탕탕 잉양요 (챔프) - 칼 엄마 / 여자 무스
- 우리는 챔피언 (SBS) - 김준혁
- 천방지축 덩크슛 (SBS)
- 출동! 머신로보 레스큐 (챔프) - 서강준
- 카드캡터 체리 (SBS)
- 베리와 핑크팬더 - 프리스틴 피그
- 베리와 아카메 (재능TV) - 프리스틴 피그

### 극장용 애니메이션
- 도리를 찾아서 - 도리 (엘런 디제너러스)
- 아이스 에이지 2/3/4/5 - 엘리 (퀸 라티파)

### 영화
- 내 생애 최고의 데이트 (SBS) - 제닌(옥타비아 스펜서)
- 쥬라기 공원 3 (KBS) - 찰리(블레이크 마이클 브라이언)
- 닥터 T (KBS) - 레이시
- 봉쥬르 무슈 슐로미 (KBS) - 여선생
- 밀리언 달러 호텔 (KBS)
- 비상근무 (KBS)
- 존 큐 (KBS) - 데비 (디나 스파이베이)
- 연지구 (KBS)
- 언브레이커블 (KBS) - 병원 직원(휘트니 슈가맨) / 베이비 시터(미카엘리아 캐럴) / TV 방송 출연자
- 조지 클루니의 표적 (KBS) - 모젤(비올라 데이비스)
- 초연 (KBS) - 아봉
- 걸 파이트 (KBS) - 마리솔 (엘리사 보카네그라)
- 러브 인 텍사스 (KBS)
- 컨페션 (KBS)
- 턱시도 (SBS) - 간호사(킴 로버츠) / 가게 직원(피닉스 곤잘레스) / 햄버거점 직원(조던 매들리)
- 달려라 조니 (KBS) - 자카 S.의 아내(아디타샤) / 감독(리아 이라완)
- 정고전가 (KBS) - 비서(로분)
- 펀치 드렁크 러브 (KBS) - 엘리자베스(메리 린 라즈스쿠브)
- 고야의 유령 (KBS) - 빌바투아의 아내(블랑카 포르티요) / 술집 손님
- 프레리 홈 컴패니언 (KBS) - 몰리 (마야 루돌프)
- 어웨이 프롬 허 (KBS) - 크리스티 (크리스틴 톰슨)
- 이브닝 (KBS) - 간병인 브라운 (에일린 앳킨스)
- 꼬마 니콜라 (KBS) - 알세스트 (벵상 클로드)
- 사이즈의 문제 (KBS) - 제하라 (이리트 카플란)
- 청설 (KBS) - 텐쿼 엄마 (임미수)
- 영화소년 샤오핑 (KBS) - 중년 여자 (류양)
- 영광의 아이들 (KBS) - 카르치 어머니 (일디코 반사기)
- 귀향 (KBS) - 이네스 (네우스 산츠)

### 외화
- 떴다! 트레이시 (어린이TV) - 라이언
- 신! 천사들의 합창 (어린이TV) - 루카스
- 스타는 괴로워 (KBS)
- 셜록 (KBS) - 케언즈
- 닥터 후 (KBS) - 여의사
- 마루모의 규칙 (TV조선) - 마모루 엄마 / 린카 (토노오카 에리카)
- 백수알바, 내 집 장만기 (TV조선) - 사치코
- 로스트 (KBS) - 아나 루시아 코츠(미셸 로드리게스)
- 제너레이션 워 (CNTV)
- 리치 리치(넷플릭스) - 아이로나(브룩 웩슬러)
- 뿌리(하이라이트TV) - 벨(이마야치 코리닐디) / 페트리샤(섀넌 루시오) / 프레드릭의 아내(애나 패퀸)

### 게임
- 메크커맨더 2